# كسوف الشمس 25 أكتوبر 2022
كسوف الشمس في 25 أكتوبر 2022 هو كسوف جزئي للشمس كان مرئيًا من أوروبا وجبال الأورال وغرب سيبيريا والشرق الأوسط ومن شمال شرق إفريقيا. وسُجلت المرحلة القصوى من الكسوف الجزئي في سهل غرب سيبيريا في روسيا بالقرب من نيجنفارتوفسك.
يحدث كسوف جزئي للشمس في المناطق القطبية من الأرض عندما يغيب مركز ظل القمر عن الأرض.

## الصور

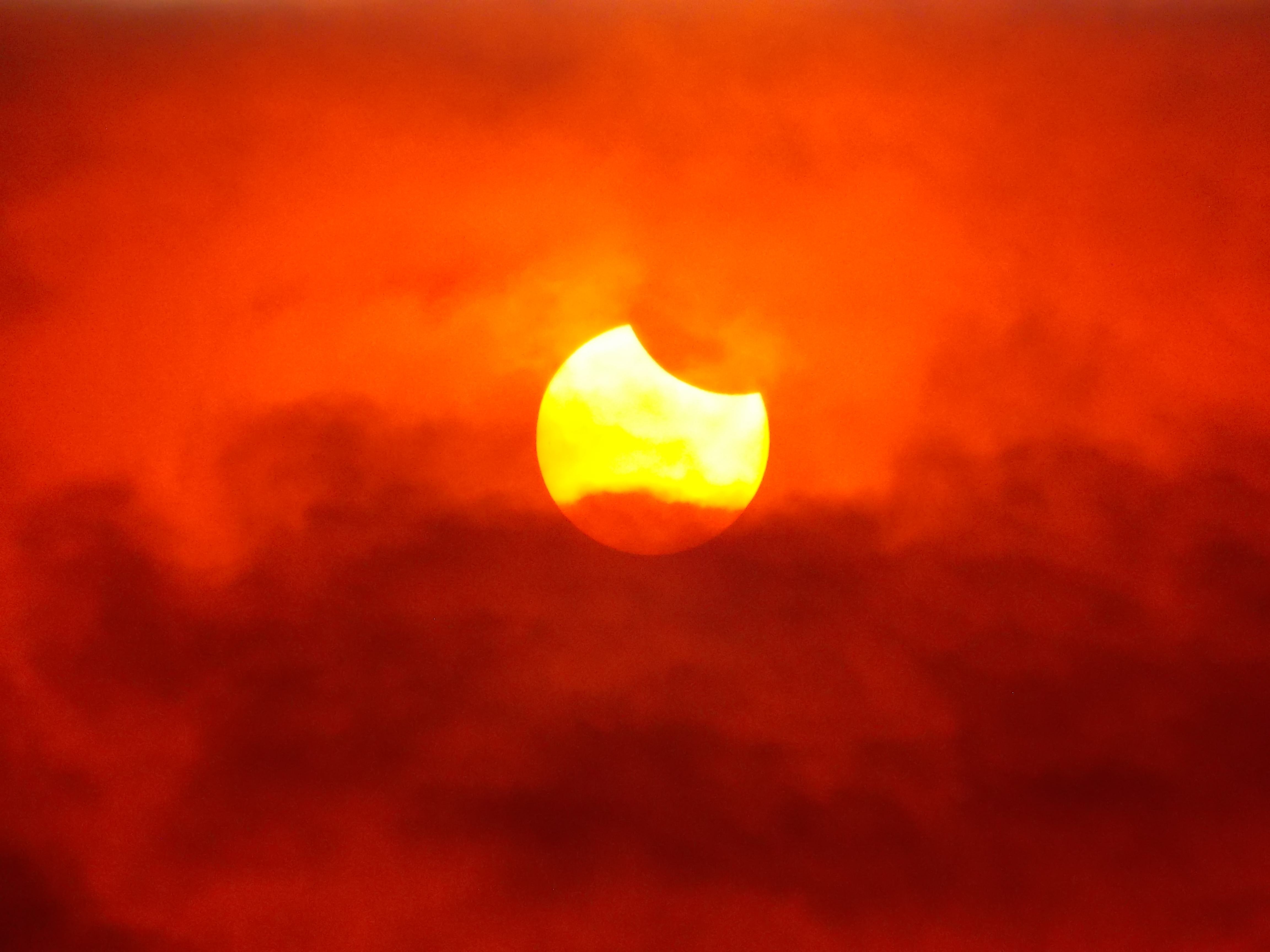
في بولتافا، أوكرانيا, 09:48 UTC
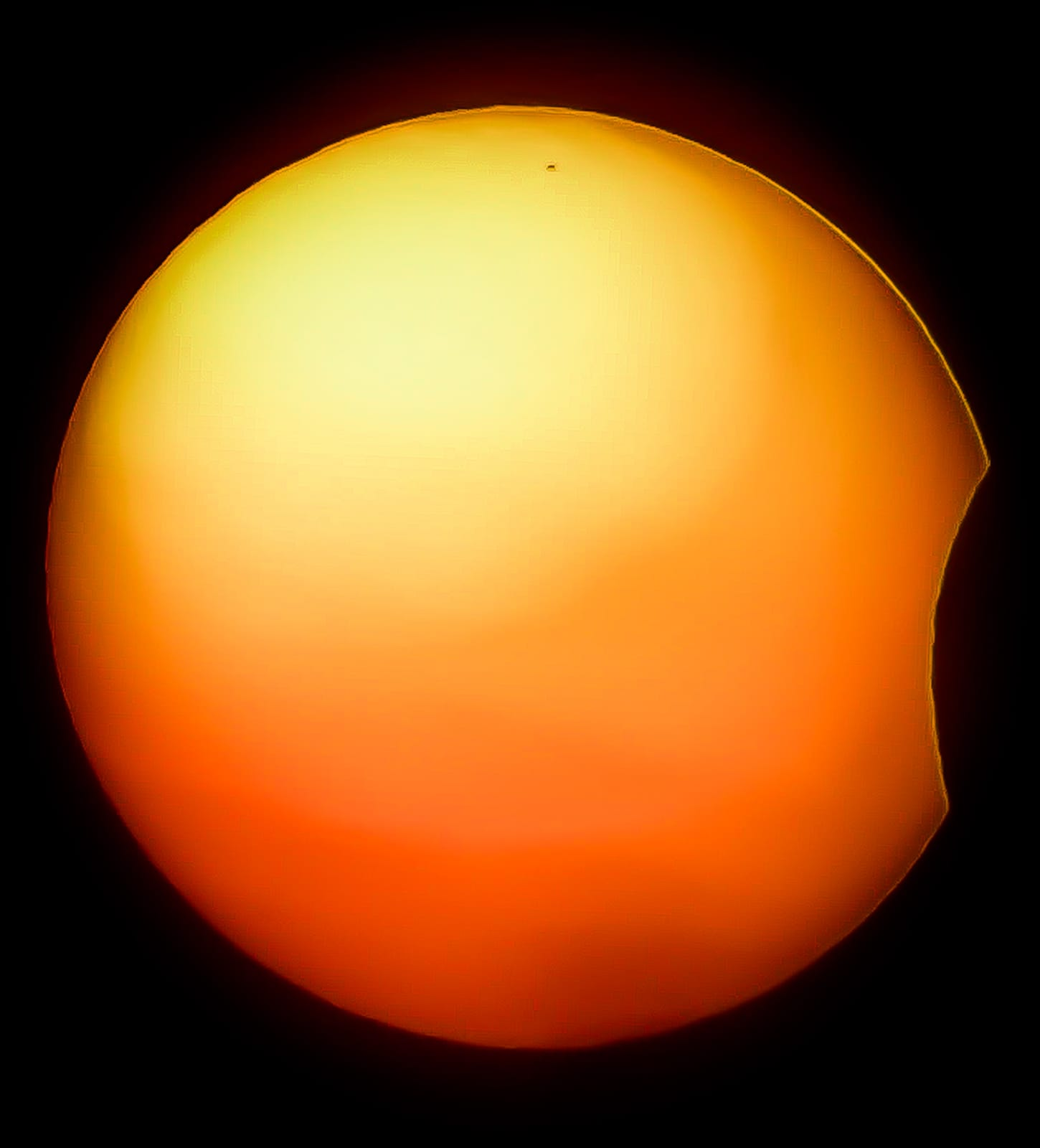
في كومباكونام، الهند
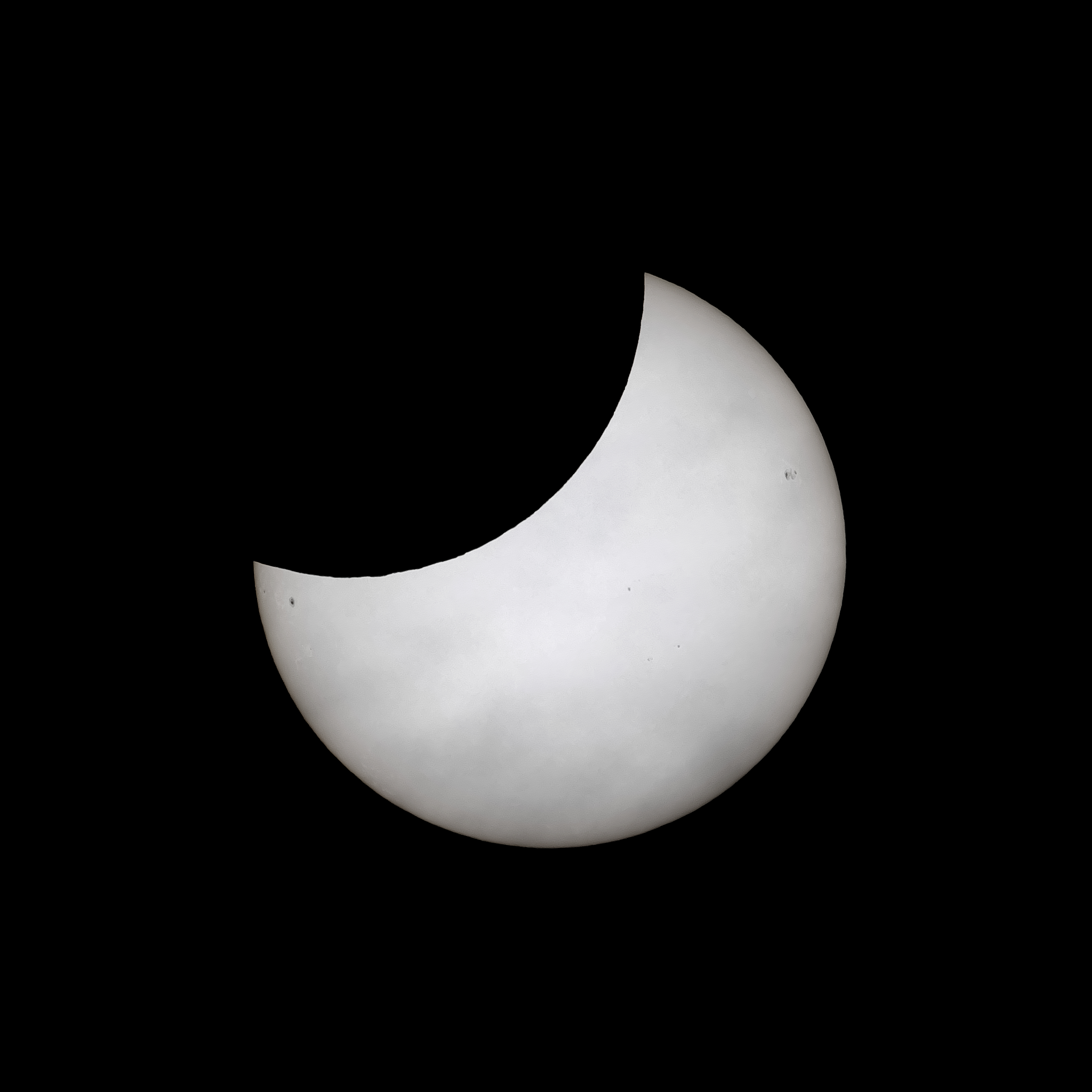
برلين، 10:13 UTC
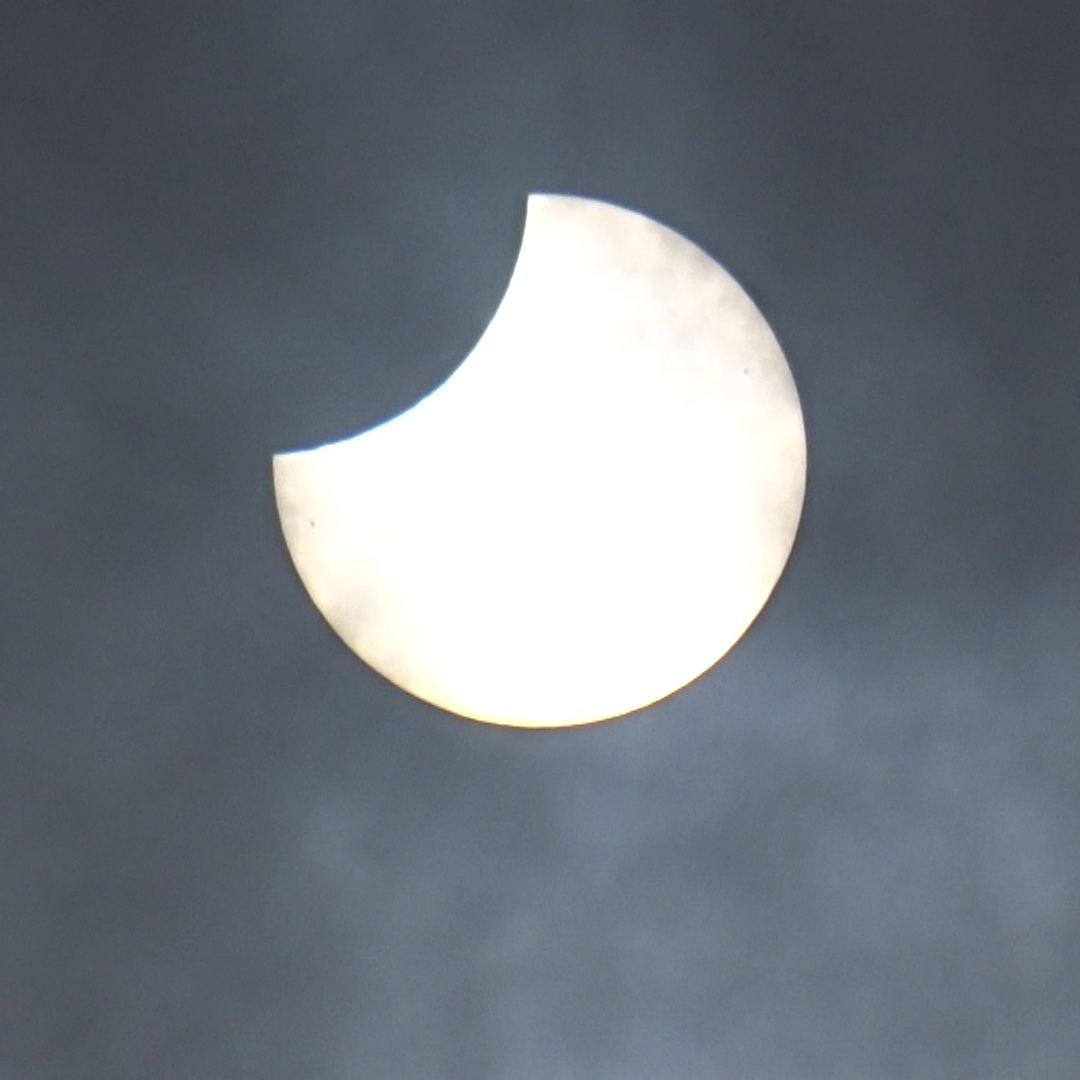
في نوفاتي ميلانيسي، إيطاليا، 10:08 UTC
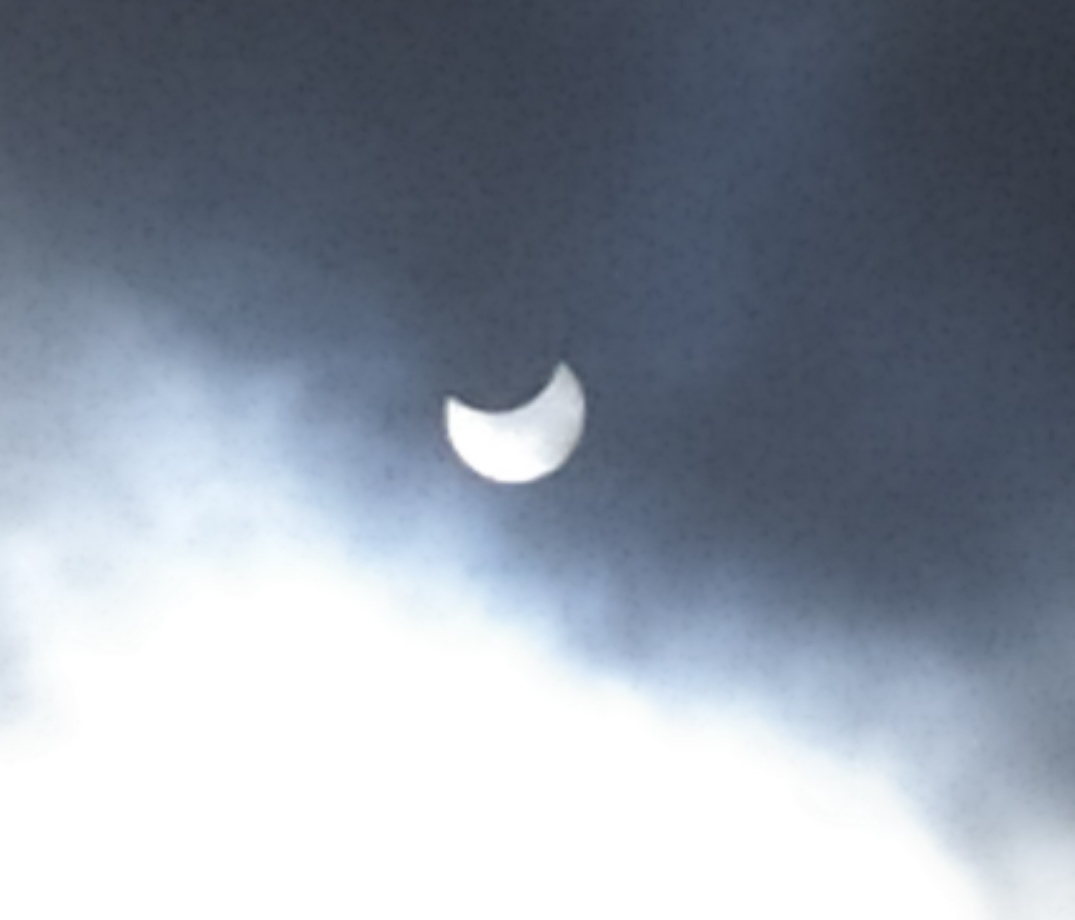
في Lutkówka، بولندا، 10:11 UTC
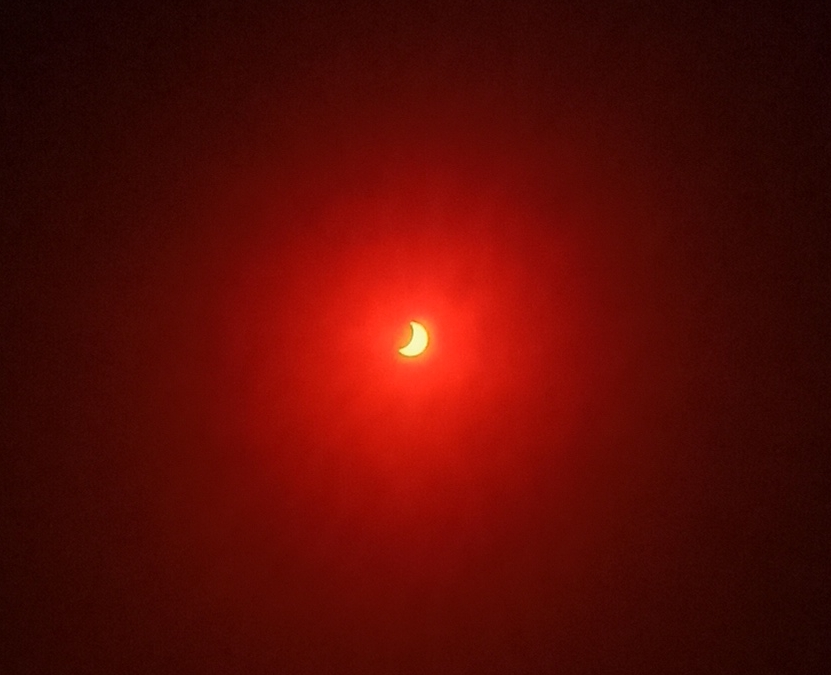
في موسكو، 11:04 UTC
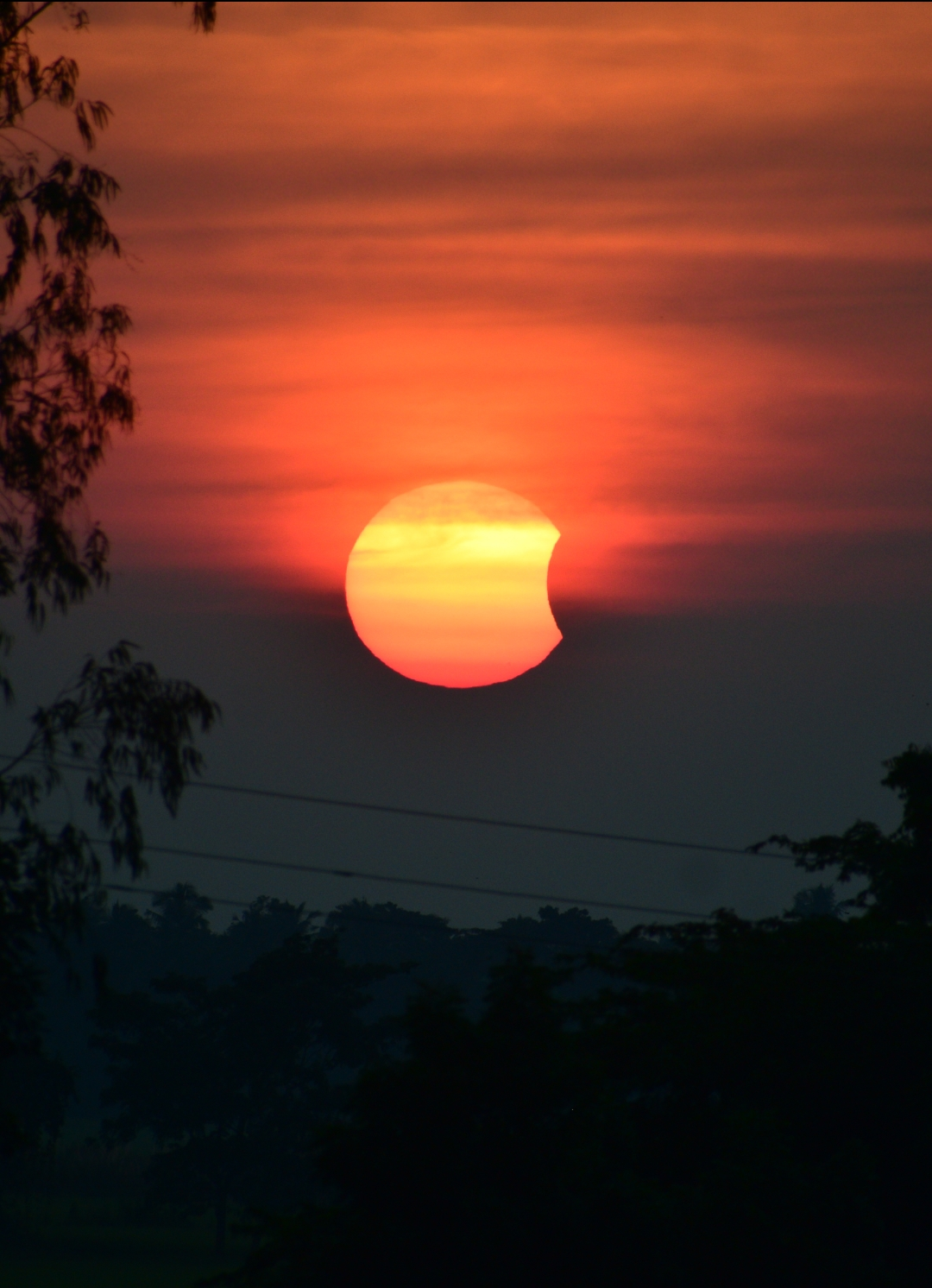
في بوبانسوار، 12:11 UTC
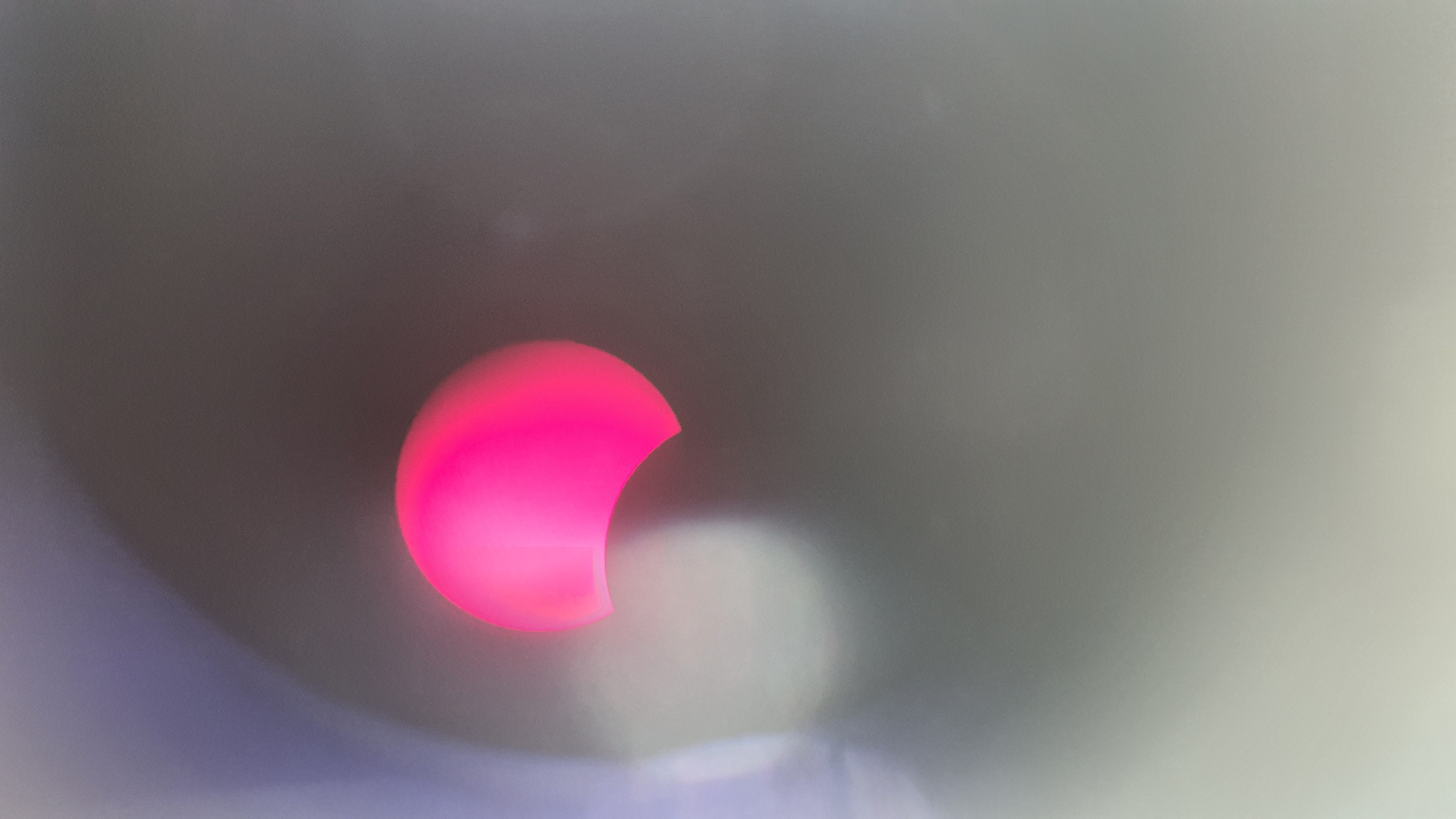
في ميلتون كينز، المملكة المتحدة، 11:02 BST
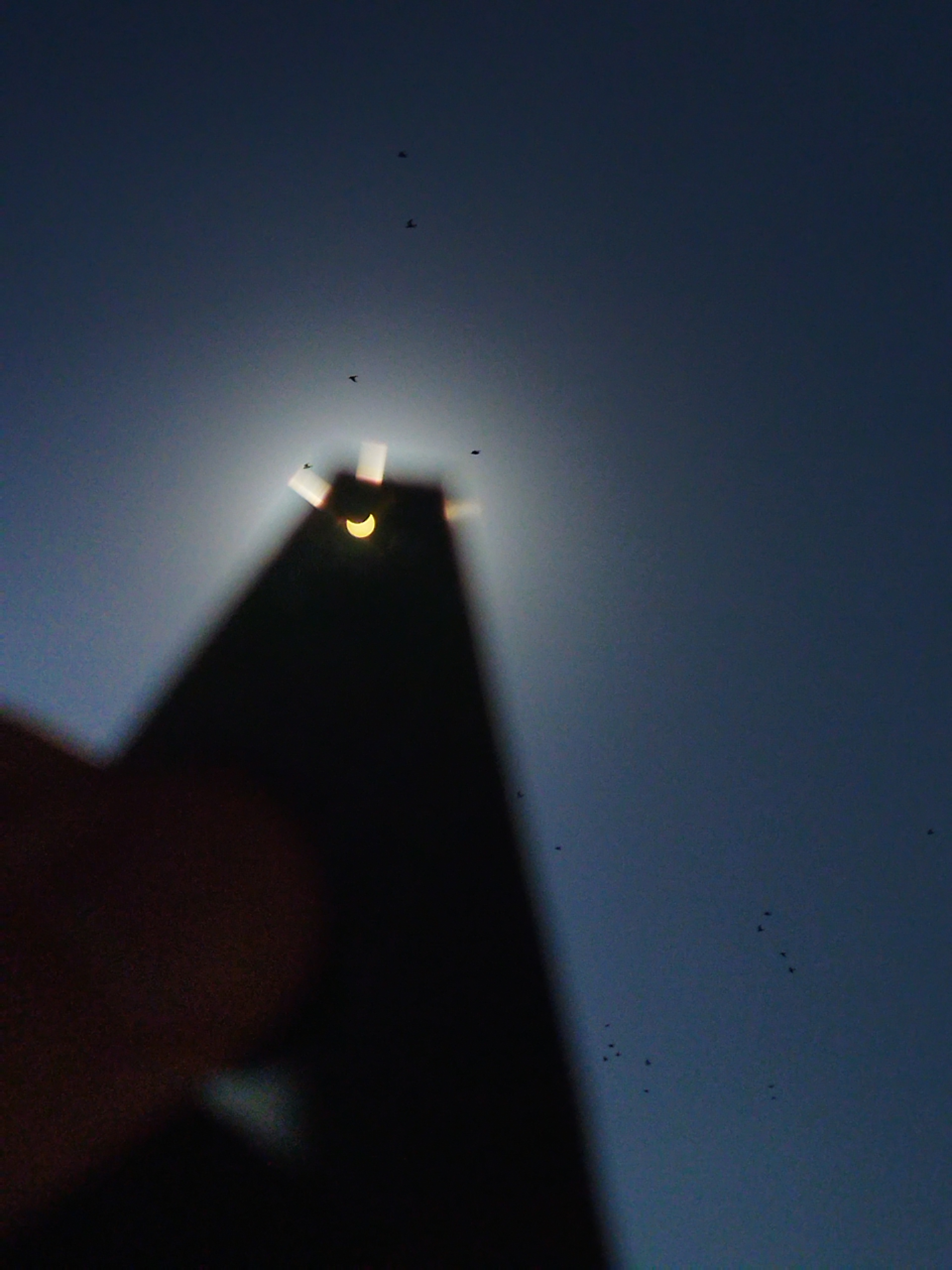
في أنقرة، تركيا، 10:43 UTC
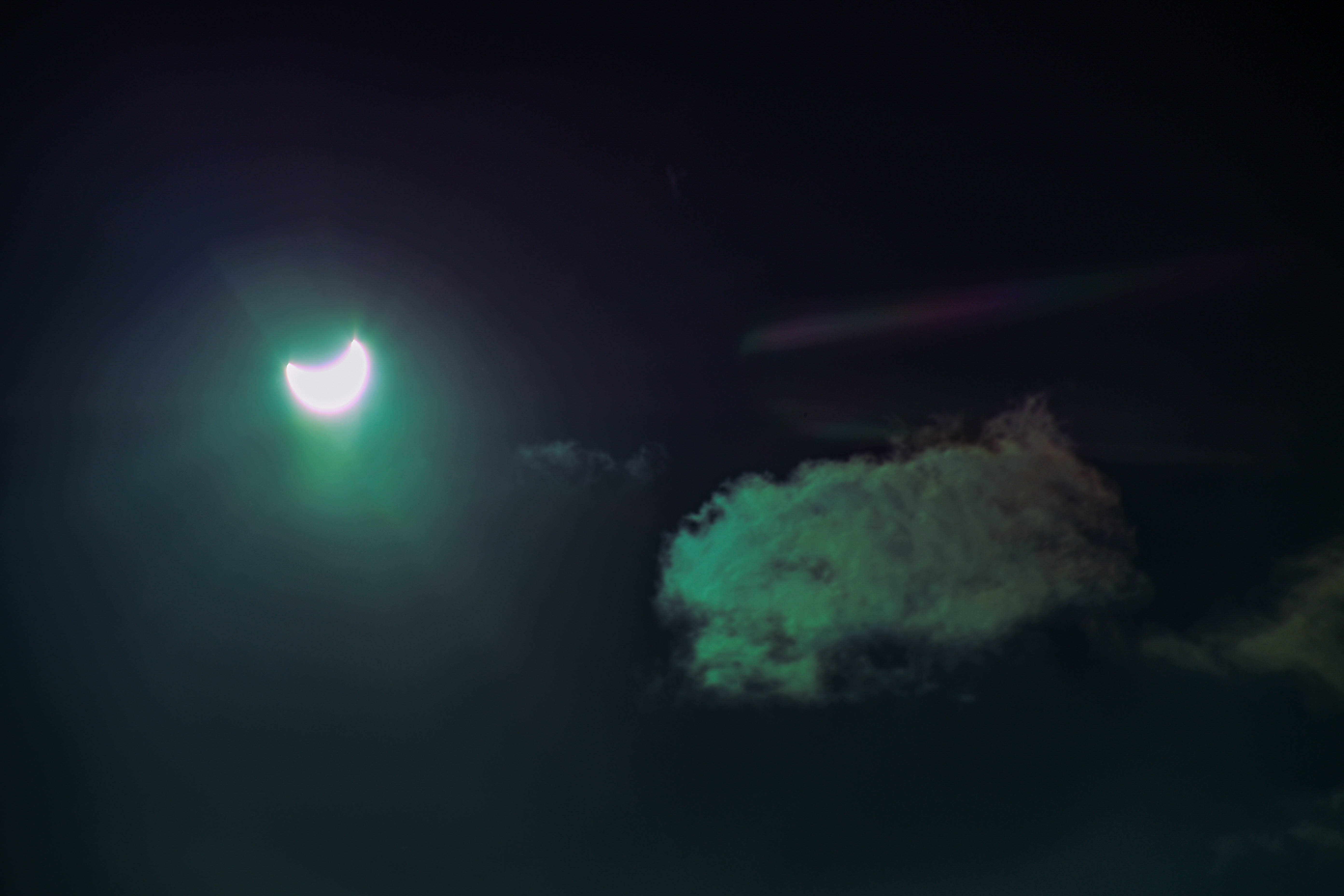
في مايتشي، روسيا، 9:38 UTC
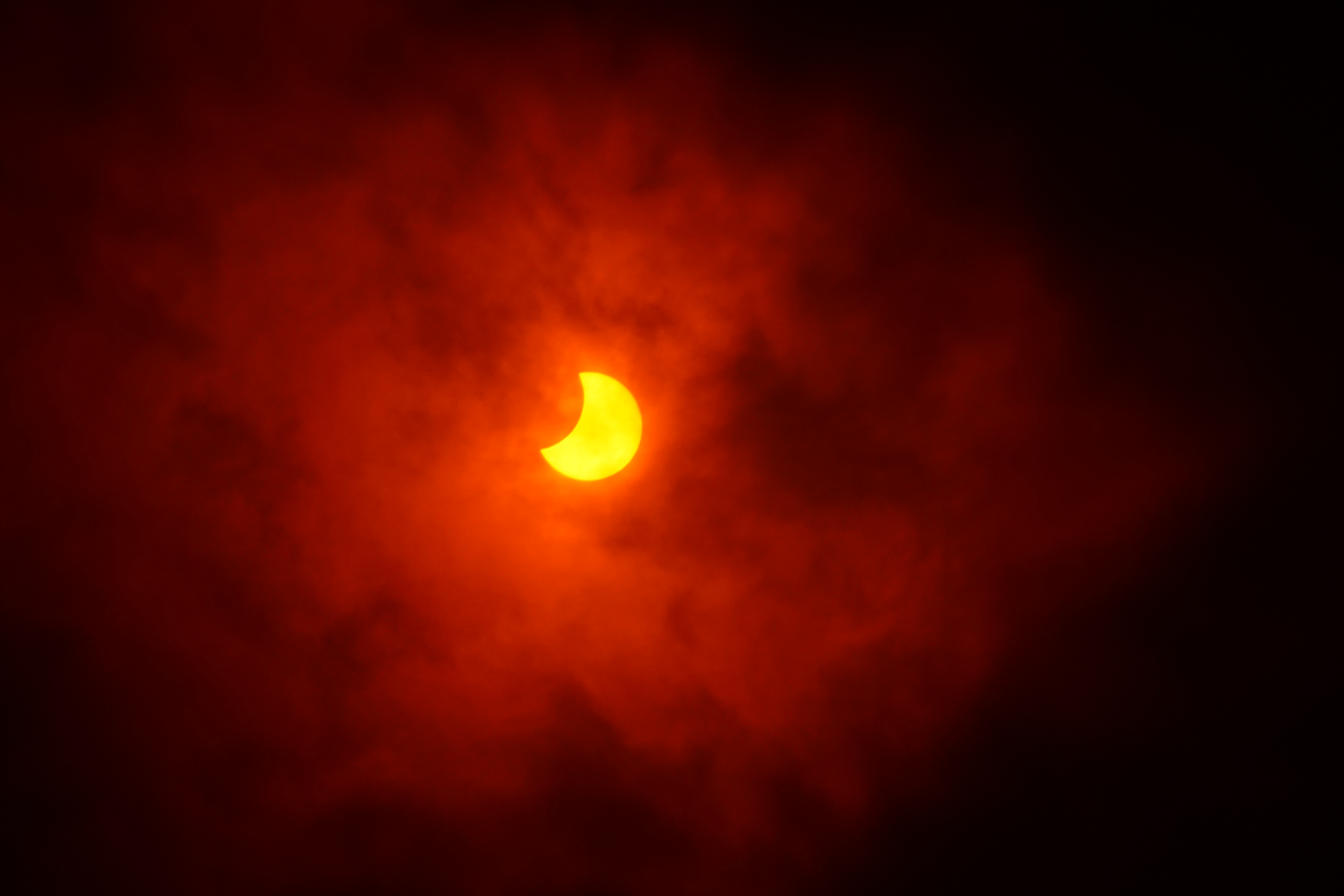
في جيلينا، سلوفاكيا
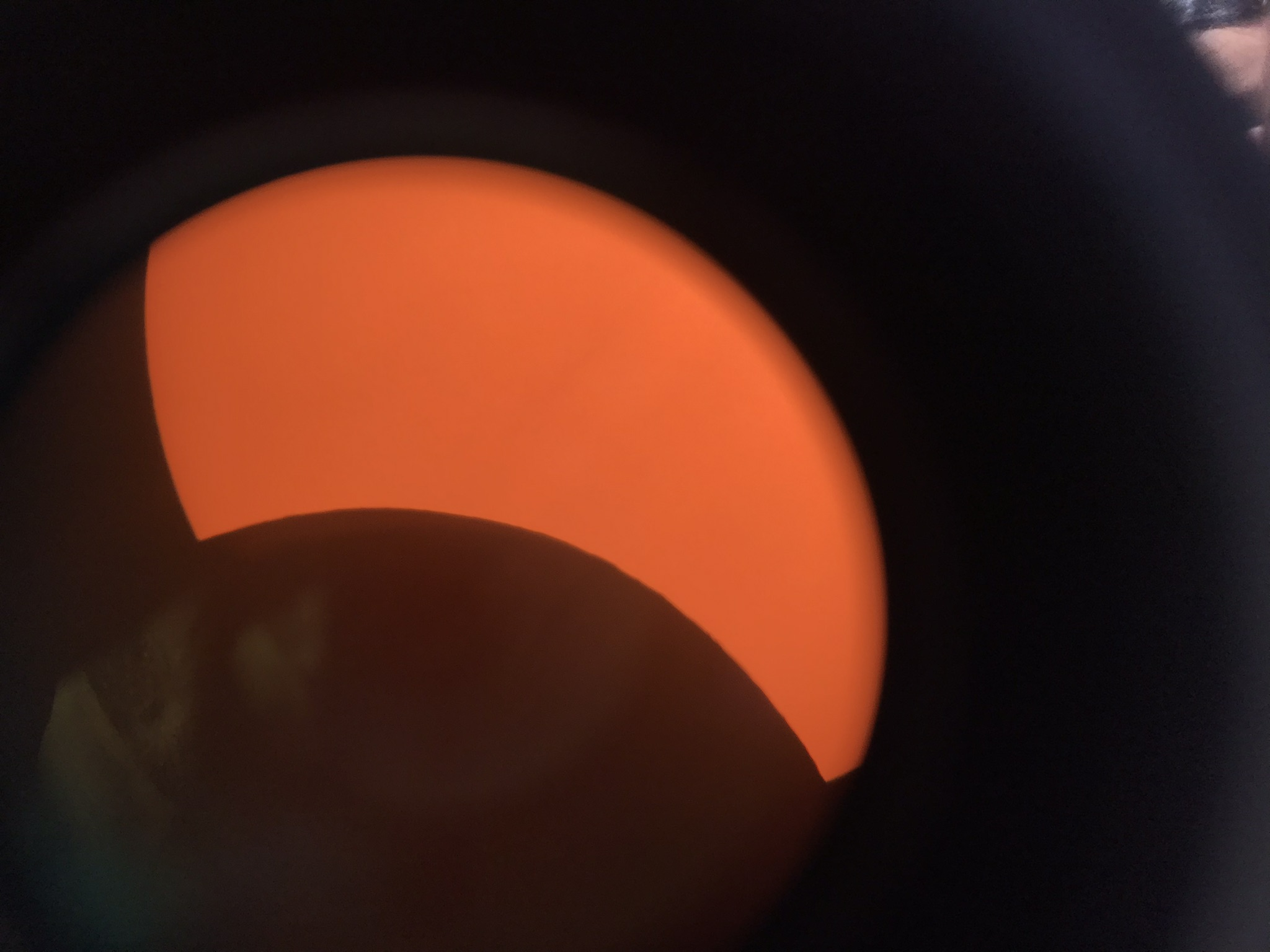
في إسطنبول، UTC 10:02

## الكسوفات ذات الصلة

### كسوف 2022
- كسوف جزئي للشمس في 30 أبريل.
- خسوف كلي للقمر في 16 مايو.
- خسوف كلي للقمر في 8 نوفمبر.

### ساروس 124
ساروس 124 الشمسي، يتكرر كل 18 سنة و11 يومًا، يحتوي على 73 حدثًا.
بدأت السلسلة بكسوف جزئي للشمس في 6 مارس 1049.
يحتوي على كسوف كلي من 12 يونيو 1211 إلى 22 سبتمبر 1968
وكسوف هجين للشمس في 3 أكتوبر 1986.
تنتهي السلسلة في الحدث 73 ككسوف جزئي في 11 مايو 2347.
حدث أطول كسوف كلي في 3 مايو 1734، في 5 دقائق و46 ثانية.
| أعضاء السلسلة 43-59 تحدثوا بين 1801 و2100: | أعضاء السلسلة 43-59 تحدثوا بين 1801 و2100: | أعضاء السلسلة 43-59 تحدثوا بين 1801 و2100: |
| 43                                         | 44                                         | 45                                         |
| ------------------------------------------ | ------------------------------------------ | ------------------------------------------ |
| June 16, 1806                              | June 26, 1824                              | July 8, 1842                               |
| 46                                         | 47                                         | 48                                         |
| July 18, 1860 [الإنجليزية]                 | July 29, 1878 [الإنجليزية]                 | August 9, 1896 [الإنجليزية]                |
| 49                                         | 50                                         | 51                                         |
| August 21, 1914 [الإنجليزية]               | August 31, 1932 [الإنجليزية]               | September 12, 1950 [الإنجليزية]            |
| 52                                         | 53                                         | 54                                         |
| September 22, 1968 [الإنجليزية]            | October 3, 1986 [الإنجليزية]               | كسوف الشمس 14 أكتوبر 2004                  |
| 55                                         | 56                                         | 57                                         |
| كسوف الشمس 25 أكتوبر 2022                  | November 4, 2040                           | November 16, 2058                          |
| 58                                         | 59                                         |                                            |
| November 26, 2076                          | December 7, 2094                           |                                            |

### كسوف الشمس في 2022-2025
هذا الكسوف هو جزء من سلسلة كسوف الشمس في 2022-2025. يتكرر الكسوف في كل 177 يومًا تقريبًا و4 ساعات في العقد المتناوبة من مدار القمر.
| مجموعات سلسلة كسوف الشمس من 2022 إلى 2025 | مجموعات سلسلة كسوف الشمس من 2022 إلى 2025 | مجموعات سلسلة كسوف الشمس من 2022 إلى 2025 | مجموعات سلسلة كسوف الشمس من 2022 إلى 2025 | مجموعات سلسلة كسوف الشمس من 2022 إلى 2025 | مجموعات سلسلة كسوف الشمس من 2022 إلى 2025 | مجموعات سلسلة كسوف الشمس من 2022 إلى 2025 |
| ----------------------------------------- | ----------------------------------------- | ----------------------------------------- | ----------------------------------------- | ----------------------------------------- | ----------------------------------------- | ----------------------------------------- |
| عقدة تصاعدية                              | عقدة تصاعدية                              | عقدة تصاعدية                              |                                           | عقدة تنازلية                              | عقدة تنازلية                              | عقدة تنازلية                              |
| ساروس                                     | خريطة                                     | جاما                                      | ساروس                                     | خريطة                                     | جاما                                      |                                           |
| 119                                       | كسوف الشمس 30 أبريل 2022 Partial          | -1.19008                                  | 124                                       | كسوف الشمس 25 أكتوبر 2022 Partial         | 1.07014                                   |                                           |
| 129                                       | كسوف الشمس 20 أبريل 2023 Hybrid           | -0.39515                                  | 134                                       | كسوف الشمس 14 أكتوبر 2023 Annular         | 0.37534                                   |                                           |
| 139                                       | كسوف الشمس 8 أبريل 2024 Total             | 0.34314                                   | 144                                       | كسوف الشمس 2 أكتوبر 2024 Annular          | -0.35087                                  |                                           |
| 149                                       | كسوف الشمس 29 مارس 2025 Partial           | 1.04053                                   | 154                                       | 2025 September 21 Partial                 | -1.06509                                  |                                           |

### سلسلة ميتونيك
تكرر السلسلة ميتونيك كل 19 عامًا (6939.69 يومًا)، وتستمر حوالي 5 دورات. يحدث الكسوف في نفس تاريخ التقويم تقريبًا. بالإضافة إلى ذلك، تكرر سلسلة أوكتن الفرعية 1/5 من ذلك أو كل 3.8 سنوات (1387.94 يومًا). تحدث جميع الكسوفات في هذا الجدول عند العقدة الهابطة للقمر.
| 21 من أحداث الكسوف بين 1 يونيو 2011 و1 يونيو 2087 | 21 من أحداث الكسوف بين 1 يونيو 2011 و1 يونيو 2087 | 21 من أحداث الكسوف بين 1 يونيو 2011 و1 يونيو 2087 | 21 من أحداث الكسوف بين 1 يونيو 2011 و1 يونيو 2087 | 21 من أحداث الكسوف بين 1 يونيو 2011 و1 يونيو 2087 |
| 31 مايو - 1 يونيو                                 | 19 - 20 مارس                                      | 5-6 يناير                                         | 24-25 أكتوبر                                      | 12-13 أغسطس                                       |
| 118                                               | 120                                               | 122                                               | 124                                               | 126                                               |
| ------------------------------------------------- | ------------------------------------------------- | ------------------------------------------------- | ------------------------------------------------- | ------------------------------------------------- |
| كسوف الشمس 1 يونيو 2011                           | كسوف الشمس 20 مارس 2015                           | January 6, 2019                                   | كسوف الشمس 25 أكتوبر 2022                         | August 12, 2026                                   |
| 128                                               | 130                                               | 132                                               | 134                                               | 136                                               |
| كسوف الشمس 1 يونيو 2030                           | March 20, 2034                                    | January 5, 2038                                   | October 25, 2041                                  | August 12, 2045                                   |
| 138                                               | 140                                               | 142                                               | 144                                               | 146                                               |
| May 31, 2049                                      | March 20, 2053                                    | January 5, 2057                                   | October 24, 2060                                  | August 12, 2064                                   |
| 148                                               | 150                                               | 152                                               | 154                                               | 156                                               |
| May 31, 2068                                      | March 19, 2072                                    | January 6, 2076                                   | October 24, 2079                                  | August 13, 2083                                   |
| 158                                               | 160                                               | 162                                               | 164                                               | 166                                               |
| June 1, 2087                                      |                                                   |                                                   | October 24, 2098                                  |                                                   |

## روابط خارجية
- رسومات ناسا
  - خريطة تفاعلية للكسوف من وكالة ناسا
- www.solar-eclipse.de - متوسط التغطية السحابية والمدن على طول مسار الكسوف